# Cheilosia scilla
Cheilosia scilla är en tvåvingeart som beskrevs av Hull och Fluke 1950. Cheilosia scilla ingår i släktet örtblomflugor, och familjen blomflugor.
Artens utbredningsområde är Kalifornien. Inga underarter finns listade i Catalogue of Life.